# 브루티아 크리스피나
브루티아 크리스피나 (Bruttia Crispina, 164년 – 191년)는 178년부터 191년까지 로마 황제 콤모두스의 배우자로서 재위했던 로마 황후이다. 콤모두스와의 혼인 관계에서 후계자를 만들어내지 못하였고, 남편의 황제 제위도 페르티낙스가 대체하였다.

## 가문
크리스피나는 저명한 귀족 가문의 출신이며, 두 차례 집정관을 지닌 가이우스 브루티우스 프라이센스와 그의 아내 발레리아의 딸로 태어났다. 크리스피나의 조부모는 집정관을 지낸 원로원 의원 가이우스 브루티우스 프라이센스와, 두 차례 집정관을 지낸 마니우스 라베리우스 막시무스의 딸이자 상속자인 라베리아 호스틸리아 크리스피나였다.
크리스피나의 형제는 훗날 집정관에 오른 루키우스 브루티우스 퀸티우스 크리스피누스였다. 그녀의 가문은 본래 이탈리아의 루카니아 지방 볼케이 출신이었고 로마 황제 트라야누스, 하드리아누스, 안토니누스 피우스, 마르쿠스 아우렐리우스 등과 밀접한 관계를 맺고 있었다. 크리스피나는 로마 혹은 볼케이에서 태어나 자랐다.

## 혼인
크리스피나는 178년 여름 26세의 콤모두스와 혼인하였고 지참금으로 여러 넓은 영지들을 그에게 가져다 주었다. 이때 루카니아 지역 상당 수가 그의 소유권으로 넘어왔다. 둘의 결혼식은 수수하였지만 주화에 기념되었고, 로마 시민들에게 기부금이 뿌려졌다. 결혼식을 위한 결혼 축시'를 소피스트 율리우스 폴룩스가 써주기도 하였다.
혼인을 통해서, 크리스피나는 '아우구스타'라는 칭호를 받았고, 당시에 남편이 시아버지와 같이 공동 황제로 있었기에 로마 제국의 황후가 되었다. 이전의 황후이자 시어머니인 소 파우스티나는 그녀의 결혼 앞서 3년 전에 사망했었다.
'노빌레스' 계층의 젊은이들의 대부분 혼인 경우처럼, 가부들 (파트레스, patres)이 혼인을 주선했으며 크리스피나의 경우에는 그녀의 아버지와 시아버지인 마르쿠스 아우렐리우스 황제를 통해 이뤄진 것이었다. 크리스피나는 예민한 심성을 지닌 품위있는 자로 묘사된다.
'아우구스타'로서, 크리스피나는 시아버지의 재위 마지막 2년 그리고 남편 재위 시기 초기에 대중적 이미지들로 많은 영예를 받고 있었다. 그녀는 남편의 기괴한 통치 시기 때 그에게 어떤 대단한 정치적 영향력을 미치지는 못한 것으로 보인다. 하지만, 그녀는 궁정 정치에서 완전히 벗어난 것은 아니었는데, 전해진 바에 따르면 그녀의 시언니이자 과거 황후였던 루킬라가 크리스피나가 갖고 있던 지위와 권력에 대해 야망과 질투심을 갖고 있었기 때문이었다. 크리스피나는 182년에 임신한 것으로 보이며, 이것이 추정상 루킬라가 남동생에 대한 음모에 착수하도록 동기를 부여했을 것이다. 이 이론은 자녀를 낳은 황후들과 연관된 형상을 나타내는 크리스피나의 주화들을 주 기반으로 하며 J. 에마르의 논문 'La conjuration de Lucilla'에서 비롯한 것이다. 이에 대해서 O.J. 헥스터르는 "그들 혼인 사이에서 자녀들에 대한 것은 알려진 것은 없으나, 디아나 루키페라와 루노 루키나 등의 종류들은 분명히 희망을 나타내며 그리고 전해진 바가 맞다면 페쿤디타스는 실제 출생을 의미해야만 한다"라고 평했다. 신생아 사망이 이 시기에는 몹시 흔했기에 이들 자녀에 대한 언급을 누락하는 것이 고대 저술에 있어서 보통이었다는 것이다.
크리스피나의 혼인에서 후계자를 만들어내지 못하였고, 이는 제위 계승 문제로 이어졌다. 실제로, 루키우스 안티스티우스 부루스 (콤모두스와 집정관직을 같이 수행) 그리고, 황가와 관련이 있는 것으로 추정되는 가이우스 아리우스 안토니누스 등 두 명은 제위를 노렸다는 혐의로 처형을 당했다고 한다고 전해진다.
결혼 생활 10년 만에, 크리스피나는 남편에게 부당하게 간통 혐의로 고발을 받았고 188년 카프리섬에 유배되어, 이후 그곳에서 처형되었다. 그녀를 추방시킨 후, 콤모두스는 재혼을 하지 않았지만 마르키아라는 여성을 정부로 두었으나, 그녀는 그의 암살을 공모했다고 전해진다.

## 사망

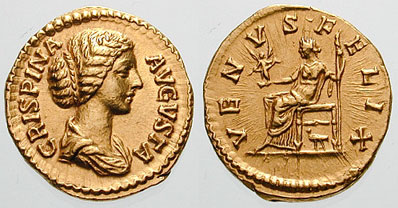
브루티아 크리스피나 황후

'히스토리아 아우구스타의 콤모두스 편' 5.9 부분과 디오의 로마사 73.4.6 부분 등의 잘못된 해석을 근거로 하여, 그녀의 몰락은 이따금씩 181년 혹은 182년에 콤모두스를 암살하려 한 루킬라의 음모와 부당하게 관련되었다. 그녀의 이름은 늦으면 191년까지 비문들에서 계속해서 등장한다 (《CIL》 VIII, 02366). 그녀의 극적인 추방과 죽음은 그 대신에 마르쿠스 아우렐리우스 클레안데르의 몰락 혹은 콤모두스가 그녀 사이에서 제위 계승을 확실하게 할 자녀를 낳지 못한 것에 대한 결과였을 수 있다.